# Еџем Озкаја Устундаг
Еџем Нур Озкаја Устундаг (тур. Ecem Nur Özkaya Üstündağ; Истанбул, 25. јун 1988) турска је глумица.

## Филмографија
| Година:    | Српски назив:    | Оригинални назив: | Улога:                      | Жанр:     |
| ---------- | ---------------- | ----------------- | --------------------------- | --------- |
| 2018.      | /                |                   | Ајсел Карадај               | ТВ серија |
| 2016—2017. | Сузе моје сестре |                   | Мелек Чамоглу Џевхер        | ТВ серија |
| 2012—2015. | /                |                   | Бириџик Јилмаз Сулејманоглу | ТВ серија |
| 2011—2012. | Ифет             |                   | Нил                         | ТВ серија |
| 2010.      | /                |                   | Зејнеп                      | ТВ серија |
| 2009.      | /                |                   | Идил                        | ТВ серија |
| 2008.      | /                |                   | Зарифе                      | ТВ серија |
| 2007.      | /                |                   | Ајсел                       | ТВ серија |